# Susana Renjel Encinas
Susana Renjel Encinas (La Paz, 23 de octubre de 1981) es una cantante lírica. boliviana.

## Biografía
Susana Renjel Encinas nació el 23 de octubre de 1981 en la ciudad de La Paz, Bolivia. Sus padres son Edgar Renjel y Wilma Encinas, su hermana es Daniela Renjel y su esposo es Diego Bagur. Desde muy niña estuvo ligada al mundo de la música junto con su hermana Daniela. Fue parte de la Coral Infantil de la Sociedad Coral Boliviana donde se despertó su amor por el canto; siendo miembro de esta institución tuvo la oportunidad de ocupar el papel de Ángel en el oratorio El Mesías de Handel y compartir escenario con grandes de la lírica como ser: Ricardo Estrada, Susana Valda, Pablo Aranda y María René Ayaviri.
Ha sido miembro y solista del Coro de la Universidad Católica Boliviana, de la Coral Juvenil de la Sociedad Coral Boliviana, del Coro Madrigalista y del Coro Sinfónico de Bolivia.
Ha participado como solista en obras llevadas adelante con la Orquesta del Conservatorio Nacional de Música, Orquesta Sinfónica Nacional de Bolivia, Orquesta Boliviana de Ópera y Sinfonik, como ser: La Misa en sol Mayor de Schubert, Misa Encarnación, Gloria de Vivaldi, Stabat Mater de Pergolesi y El Mesías de Handel y en las óperas “La Flauta Mágica”, “I Pagliacci”, “Cavalleria Rusticana”, "La Traviata" y otras.
En el año 2004 ganó el tercer lugar en el concurso de canto denominado “Das Lied” organizado por el Goethe Institut de La Paz.
Actualmente es solista del Coro Sinfónico de Bolivia, miembro de la Compañía Lírica Boliviana e integrante del Dueto Lírico Cadenza junto al tenor José Luis Duarte con quien grabó su primera placa discográfica titulada "Algo que cantarte".
También ha incursionado en el ámbito de los musicales. Realizó el rol de Cosette en el musical Los Miserables la primera vez llevado adelante por la Sociedad Filarmónica de La Paz y la segunda por All that jazz, también tuvo el rol de Mary Sunshine en el musical Chicago llevado adelante por Macondo Art y fue parte del elenco del taquillero musical Drácula, llevado adentante por Macondo Art.

### Carrera
A los 12 años de edad ingresó al Conservatorio Nacional de Música primero a la carrera de violín donde tuvo como maestro al gran violinista cubano Oscar Carreras, dos años más tarde retomó su vocación por el canto ingresando a la carrera de Canto Lírico de esta institución egresando de la misma el año 2004, luego de 10 años de estudio.

### Como solista
- Misa en sol Mayor de Schubert, Misa Encarnación, Gloria de Vivaldi, El Mesías de Handel, Magnificat de Bach y Dixit Dominus de Vivaldi
- “La Flauta Mágica”, “I Pagliacci”, “Cavalleria Rusticana”, "La Traviata" y otras